# Wings Gaming
Wings Gaming — профессиональная китайская команда по играм Dota 2 и Counter-Strike: Global Offensive. Победитель крупнейшего турнира 2016 года по Dota 2, The International 2016.
Китайский коллектив основан в 2014 году. Команда, состоящая из неизвестных широкому кругу болельщиков молодых китайских игроков, сумела добиться наивысших результатов в 2016 году. Сначала Wings одержали победу над OG в финале турнире The Summit 5. Затем, выиграв китайские отборочные на The International 2016, Wings победили на главном турнире года, обыграв в финале американскую команду Digital Chaos со счётом 3:1. Победа на The International принесла команде рекордные призовые в истории киберспорта — более девяти миллионов долларов.
Команда отличается исключительно разнообразной и агрессивной манерой игры, а также необычным и широким пулом героев. Непредсказуемость позволяет команде претендовать на победу в матче против любого соперника. С другой стороны, рискованная игра Wings сказывается на отсутствии стабильности в результатах. Так, во время матчей групповой стадии The International 2016, Wings проиграли абсолютным аутсайдерам из TNC, что заставляло скептически относиться к их шансам на победу в турнире.